# Sun City (Arizona)
Sun City é uma Região censo-designada localizada no estado americano do Arizona, no Condado de Maricopa.

## Demografia
Segundo o censo americano de 2000, a sua população era de 38 309 habitantes.

## Geografia
De acordo com o United States Census Bureau tem uma área de 37,8 km², dos quais 37,6 km² cobertos por terra e 0,2 km² cobertos por água.

## Localidades na vizinhança
O diagrama seguinte representa as localidades num raio de 16 km ao redor de Sun City.